# 西仵镇
西仵镇，原为西仵乡，是中华人民共和国山西省长治市黎城县下辖的一个乡镇级行政单位。

## 地名来历
清康熙《黎城县志》载有：“西仵”。相传，古为仵村，因仵姓居此得名。后因水患后分为两村。该村居西，故名西仵。该名称自古沿用。因镇政府驻地在西仵村，故得名为西仵镇。

## 历史沿革

### 明代
《闾里志》载：西仵、东仵、赵店镇、白羊、东水阳、西水阳为黎城漳源乡27村其中的6村。

### 清代
清康熙《黎城县志》载：漳源乡17个村，其中有东望、东仵、白羊、赵店、东水洋、西水洋6个村。清光绪《黎城续志·村落》载：漳源乡73个村，其中有西仵、东仵、赵店、东旺、东水洋、西水洋、隔道7个村。

### 中华民国
民国24年（1935）《黎城县志》载：一区辖101个编村，其中，赵店村（126户，682人）、东水洋（含隔道，106户，718人）、西水洋（101户，584人）、西仵（含东仵178户，845人）4个主村。东旺村隶属东洼主村。民国25年（1936）《黎城简志·村镇》载：全县91个主村，其中，有西仵（东仵）、赵店镇、东水洋（隔道）、西水洋4村，东旺仍属东洼主村。1940年原黎城县三区偏城独立成县后，全县境内成立8个区（后改为6个区），西仵境内大部分隶属二区（董壁区）。

### 中华人民共和国
1953年7月，区下设乡，全县划分为71个乡，西仵乡为其中之一，辖西仵、东水洋、西水洋、赵店4个村。1961年12月，西仵从城关公社分出，设西仵人民公社，辖西仵、东件、东水洋、西水洋、东旺、隔道、赵店7个生产大队。1984年5月，复设西仵乡，为全县17个乡（镇）之一，辖西仵、东仵、东水洋、西水洋、东旺、隔道、赵店7个村民委员会。
2021年4月1日，撤乡设镇，将黎侯镇的西洼、正川、坑东、坑南、坑西5个村委会和上遥镇的幸福庄村委会划归西仵镇管辖。

## 行政区划
截至2021年，西仵镇下辖13个行政村：
坑东村、西仵村、东仵村、赵店村、东旺村、隔道村、东水洋村、西水洋村、坑西村、坑南村、正川村、西洼村和幸福庄村。

## 文物保护单位
| 名称               | 编号               | 分类               | 时代               | 所在县区           | 地址               | 公布时间           | 图片 |
| 长治市文物保护单位 | 长治市文物保护单位 | 长治市文物保护单位 | 长治市文物保护单位 | 长治市文物保护单位 | 长治市文物保护单位 | 长治市文物保护单位 |      |
| ------------------ | ------------------ | ------------------ | ------------------ | ------------------ | ------------------ | ------------------ | ---- |
| 赵店潞王庙         |                    | 古建筑             | 清                 | 黎城县西仵镇赵店村 |                    |                    |      |